# Чашкодрянови
Чашкодрянови (Celastraceae) е семейство покритосеменни растения от разред Celastrales. То включва около 100 рода и 1300 вида лиани, храсти и малки дървета, повечето от които се срещат в тропическите области.

## Родове
- Canotia
- Cassine
- Catha
- Celastrus
- Euonymus – Чашкодрян
- Kokoona
- Lophopetalum
- Maytenus
- Mortonia
- Pachistima
- Putterlickia
- Schaefferia
- Tripterygium
- Wimmeria